# Anti-gravity lean

L'anti-gravity lean

L'anti-gravity lean (in italiano inclinazione antigravitazionale), detta anche 45-degree lean, è una mossa che consiste nell'inclinarsi in avanti di circa 45 gradi, rimanendo coi piedi fissi sul terreno, per poi risalire, resa celebre nel 1988 dal cantante e ballerino statunitense Michael Jackson, che l'ha eseguita per la prima volta durante una coreografia nel video musicale della canzone Smooth Criminal, presentato per la prima volta nel lungometraggio Moonwalker dello stesso anno.

## Storia
Nonostante sia stato il Re del Pop a rendere famosa questa mossa negli anni 80, non fu lui a inventarla; già a partire dai primi film in bianco e nero all'inizio del '900 furono infatti diversi gli attori a proporla: fra di loro si ricordano in particolare Charlie Chaplin, che effettua una mossa simile durante una scenetta comica nel film Una giornata di vacanza (1919), quando Charlot resta intrappolato nel catrame, e Buster Keaton, che compie una versione dello stesso passo nel film Tuo per sempre (1927), ma anche nel film Il mago di Oz del 1939 vi è una celebre scena in cui Jack Haley nel ruolo de l'Uomo di latta esegue la stessa mossa alla fine dell'interpretazione della canzone If I Only Had A Heart.

### Utilizzo e brevetto da parte di Jackson
L'anti-gravity lean fu utilizzata e mostrata da Jackson per la prima volta nel video musicale del settimo singolo estratto dall'album Bad: Smooth Criminal, girato nel corso del 1987 ma presentato l'anno seguente, dove il cantante esegue la mossa insieme ad altri ballerini durante una complessa coreografia. Nel videoclip, la mossa era resa possibile grazie a delle imbracature, nascoste dentro i vestiti dei ballerini, che erano legate a dei cavi, realizzati con corde di pianoforte, invisibili alle telecamere di allora e che permettevano di far mantenere la posizione senza far cadere il cantante e i suoi ballerini, realizzate con l'aiuto del supervisore degli effetti speciali di Hollywood, Kevin Pike.
Nel 1992, su suggerimento del cantante che voleva interpretare per la prima volta la mossa dal vivo durante il suo prossimo tour, due membri del team di Michael Jackson, i suoi stilisti personali Michael Lee Bush e Dennis Tompkins, brevettarono insieme al cantante un nuovo sistema innovativo e pratico, ovvero una piattaforma nascosta nel palcoscenico in cui erano presenti dei perni nascosti che, fatti spuntare al momento opportuno di circa un centimetro, venivano incastrati sotto i tacchi dei suoi mocassini, modificati per l'occasione, e permettevano al cantante di bloccarsi e mantenere quella posizione più a lungo per poi poter tornare a ballare come se nulla fosse. A partire dal giugno del 1992, la mossa fece così il suo debutto durante le esibizioni live di Smooth Criminal nel Dangerous World Tour (1992-1993) e in seguito il cantante la eseguì anche nei suoi successivi concerti live. Jackson e i suoi stilisti registrarono il brevetto presso l'ufficio brevetti degli Stati Uniti facendo sì che solo il Re del Pop potesse utilizzare tale mossa dal vivo negli anni seguenti.